# Brahim Ould Malha
Brahim Ould Malha (ur. 30 listopada 1976) – mauretański piłkarz grający na pozycji napastnika. W swojej karierze rozegrał 23 mecze i strzelił 5 goli w reprezentacji Mauretanii.

## Kariera klubowa
Swoją karierę piłkarską Ould Malha rozpoczął w klubie AS Garde Nationale. W sezonie 1993 zadebiutował w jego barwach w pierwszej lidze mauretańskiej. Grał w nim do końca 2004 roku. Dwukrotnie został z nim mistrzem kraju w sezonach 1994 i 1998 oraz zdobył Puchar Mauretanii w 2001 roku. W latach 2006–2007 grał w ACS Ksar, w którym zakończył karierę.

## Kariera reprezentacyjna
W reprezentacji Mauretanii Ould Malha zadebiutował 3 września 1994 w zremisowanym 0:0 meczu kwalifikacji do Pucharu Narodów Afryki 2000 z Senegalem, rozegranym w Dakarze. Od 1994 do 2002 wystąpił w kadrze narodowej 23 razy i strzelił 5 goli.